# Ego (Verwandtschaftsforschung)
In der Verwandtschaftsforschung wird als Ego (lateinisch: ich) der Bezugspunkt in einem Verwandtschaftsdiagramm bezeichnet. 
Eine Person, die meist im Mittelpunkt des Diagramms steht, wird als Ego markiert und auf ihr aufbauend die Verwandten hinzugefügt. Ego kann real sein (Feldstudie) oder fiktiv, was meist bei Schaubeispielen zu verschiedenen Terminologiesystemen der Fall ist. Ego ist in Diagrammen daran zu erkennen, dass sein Symbol ausgemalt ist, während die Symbole der Verwandten (ein Kreis für eine weibliche, ein Dreieck für eine männliche Person) nur ein Umriss sind.
Ego wird in einer Verwandtschaftsbeziehung auch als Nachbereich bezeichnet, während der spezielle Verwandte der Vorbereich ist.